# Ligue fédérale allemande de kayak-polo
La ligue fédérale de kayak-polo est une compétition allemande de kayak-polo.

## Présentation
(octobre 2015).